# أبرشية بوتو
أبرشية بوتو، هي أبرشية مسيحية سابقة، وحالياً أبرشية فخرية في الكنيسة الرومانية الكاثوليكية، وكانت توجد في مدينة بوتو القديمة قرب مدينة دسوق شمال مصر. خلال عصر الاحتلال الروماني والبيزنطي لمصر، أصبحت بوتو مقراً لأسقفية مسيحية مبكرة.

## تاريخ
خلال العصر الروماني والبيزنطي، اسست أسقفية مقرها مدينة بوتو، وكانت تابعة لبطريركية الإسكندرية. ومن أساقفة بوتو المعروفين:
- بينينوت.
- كايوس.
- عمّون، وقد شارك في مجمع خلقيدونية.[2]
- توماسوس (توماس).
- تيوناس.

## الوضع الحالي

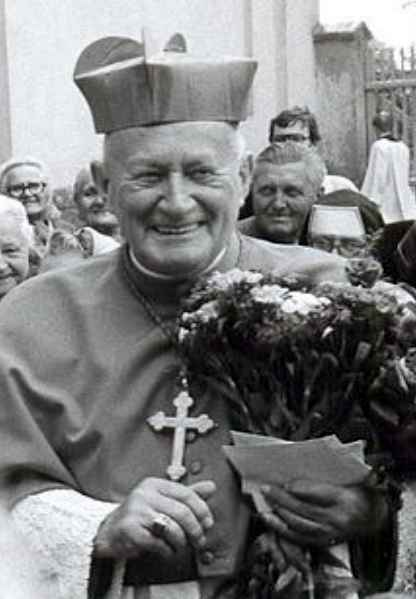
فرانتيشيك توماسيك.

قامت الكنيسة الرومانية الكاثوليكية بإحياء أبرشية بوتو عام 1933، لتصبح كرسي أسقفية بوتوس الفخري. والكرسي الآن شاغر منذ عقود، بعد أن شغلها فرانتيشيك توماسيك (بالتشيكية: František Tomášek) رئيس أساقفة براغ في الفترة بين 12 أكتوبر 1949 حتى 30 ديسمبر 1977.